# Jill Bennett (actriz británica)
Jill Bennett (Penang, 24 de diciembre de 1931 - Londres, 4 de octubre de 1990) fue una actriz británica, la cuarta esposa del dramaturgo John Osborne.

## Primeros años y carrera
Bennett nació en Penang, en las Colonias del Estrecho, actual Malasia, siendo sus padres de nacionalidad británica. Cursó estudios en Priors Field, un internado femenino en Godalming, y se preparó en la Royal Academy of Dramatic Art. Debutó como actriz teatral en la temporada de 1949 en el Teatro Shakespeare Memorial en Stratford upon Avon, y su primer trabajo cinematográfico llegó con The Long Dark Hall (1951).  
Bennett actuó en numerosas producciones cinematográficas británicas en las décadas de 1950 y 1960, destacando de entre ellas The Nanny (1965) (con Bette Davis), Inadmissible Evidence (1968), y La última carga (The Charge of the Light Brigade, 1968), además de su papel de Calpurnia frente al César de John Gielgud en una versión filmada en 1970 de la obra Julio César. También hizo pequeños papeles en Britannia Hospital (1982), Sólo para tus ojos (1981), Lady Jane (1986) y en su última película, The Sheltering Sky (1990). 
En su faceta de actriz televisiva destaca su trabajo en Country, con Wendy Hiller, en 1981, y su pintoresca Lady Grace Fanner en la adaptación de la novela de John Mortimer Paradise Postponed (1985). Su marido, John Osborne, escribió el personaje de Annie en su pieza teatral The Hotel in Amsterdam, pensando en ella. Sin embargo, la apretada agenda de Bennett hizo que no pudiera interpreter el papel hasta que la obra fue televisada en 1971.
En 1979 trabajó con la actriz Rachel Roberts en el drama de London Weekend Television The Old Crowd, dirigido por Lindsay Anderson, y con guion de Alan Bennett, este último sin relación con la actriz.

## Vida personal
Bennett fue compañera sentimental del actor Godfrey Tearle entre finales de la década de 1940 e inicios de la de 1950. Después se casó con el guionista Willis Hall, y posteriormente con el dramaturgo John Osborne (que ya había estado casado en tres ocasiones). Este último matrimonio acabó en divorcio en 1978. Bennett no tuvo hijos.
Jill Bennett se suicidó con una sobredosis de fármacos en 1990 en Londres, Inglaterra. La actriz, entonces con 58 años de edad, sufría desde hacía tiempo una depresión, y estaba afectada por su matrimonio con Osborne.
En 1992, las cenizas de Jill Bennett, junto con las de su vieja amiga Rachel Roberts (que en 1980 también se suicidó), fueron esparcidas por su amigo, el director Lindsay Anderson, en el Río Támesis a su paso por Londres. El evento se incluyó en un documental autobiográfico del realizador emitido por la BBC y titulado Is That All There Is?.

## Carrera teatral
- Teatro Shakespeare Memorial, Stratford upon Avon, temporada de 1949.
- Titania en El sueño de una noche de verano, Teatro St Martin, diciembre de 1949.
- Anni en Captain Carvallo, Teatro St. James, agosto de 1950.
- Iras en César y Cleopatra y Antonio y Cleopatra, Teatro St. James, mayo de 1951.
- Helen Eliot en The Night of the Ball, New Theatre, enero de 1955.
- Masha en La gaviota, Teatro Saville, agosto de 1956.
- Mrs. Martin en La cantante calva, Arts Theatre, noviembre de 1956.
- Sarah Stanham en The Touch of Fear, Teatro Aldwych, diciembre de 1956.
- Isabelle en Dinner With the Family, New Theatre, diciembre  de 1957.
- Penelope en Last Day in Dreamland y A Glimpse of the Sea, Lyric Hammersmith, noviembre de 1959.
- Susan Roper en Breakfast for One, Arts Theatre, abril de 1961.
- Feemy Evans en The Showing Up of Blanco Posnet, y Lavinia en Androcles y el León, Teatro Mermaid, octubre de 1961.
- Estelle en A puerta cerrada, Oxford Playhouse, febrero de 1962.
- Ophelia en Castle in Sweden, Teatro Piccadilly, mayo de 1962.
- Hilary en The Sponge Room, y Elizabeth Mintey en Squat Betty, Royal Court, diciembre de 1962.
- Isabelle en The Love Game, Teatro New Arts, octubre de 1964.
- Condesa Sophia Delyanoff en A Patriot for Me, Royal Court, junio de 1965.
- Anna Bowers en A Lily in Little India, Teatro Hampstead, noviembre de 1965.
- Imogen Parrott en Trelawney of the Wells, National Theatre en el Old Vic, agosto de 1966.
- Katerina en La tempestad, de Aleksandr Ostrovski, National Theatre en el Old Vic, octubre de 1966.
- Pamela en Time Present, Royal Court, mayo de 1968; en el Teatro Duke of York, julio de 1968 (obra que la valió los premios del Variety Club y del Evening Standard a la mejor actriz).
- Anna Bowers en Three Months Gone, en el Royal Court, en enero de 1970; en el Teatro Duchess en marzo de 1970.
- Frederica en West of Suez, Royal Court, agosto de 1971; Teatro Cambridge, octubre de 1971.
- Hedda en Hedda Gabler, Royal Court, junio de 1972
- Amanda en Private Lives (sustituyendo brevemente a Maggie Smith), Queen's Theatre, junio de 1973.
- Leslie Crosbie en La carta, Teatro Palace, Watford, julio de 1973.
- Isobel Sands en The End of Me Old Cigar, Teatro Greenwich, enero de 1975.
- Fay en Loot, Royal Court, junio de 1975.
- Sally Prosser en Watch It Come Down, National Theatre en el Old Vic, febrero de 1976; marzo de 1976 en el Teatro Lyttelton.
- Mrs. Shankland y Miss Railton-Bell en Separate Tables, Teatro Apollo, enero de 1977.
- Mrs. Tita en Los papeles de Aspern (1978); La Reina en The Eagle Has Two Heads (1979); y Maggie Cutler en The Man Who Came to Dinner (1979); todas ellas en el Festival de Teatro de Chichester.
- Gertrude en Hamlet, Royal Court, abril de 1980.
- Alice en The Dance of Death, Royal Exchange de Mánchester, octubre de 1983.
- Janine en Infidelities, en el Festival Edinburgh Fringe, en agosto de 1985; en el Donmar Warehouse en octubre de 1985; y en el Teatro Boulevard en junio de 1986.
- Reina Isabel en María Estuardo, Festival de Edimburgo, agosto de 1987.
- Miss Singer en Exceptions, Teatro New End, Hampstead, julio de 1988.
- Anne en Poor Nanny, Teatro King's Head, marzo de 1989.

## Teatro radiofónico
Masha en Las tres hermanas, BBC Home Service Radio 1965.  Dirigida por John Tyneman. En el reparto figuraban Paul Scofield, Ian McKellen, Lynn Redgrave y Wilfrid Lawson.